# 戦略空軍命令
『戦略空軍命令』（せんりゃくくうぐんめいれい、原題：Strategic Air Command）は、1955年に公開されたアメリカの航空映画。原題が示すように、冷戦時代のアメリカ核抑止力の一角を担った「戦略航空軍団」のPR映画ともいえ、アメリカ空軍の全面協力（出演）によって迫力のある作品となっている。

## 概要
主演はジェームズ・ステュアートとジューン・アリスンの黄金コンビ。空軍への義務感と家庭への愛に葛藤する主人公と、それを優しく支える妻を演ずる。この2人は他に「甦る熱球」「グレン・ミラー物語」でも夫婦役で共演している。
映像の主役は当時の戦略航空軍団の主力爆撃機であるB-36とB-47。高空を幾筋もの飛行機雲を引きながら飛ぶB-36の雄大さと、新時代を感じさせるスマートなB-47の姿が観る者に強い印象を与える。後の主力爆撃機B-52の実戦配備はこの映画が公開された3ヶ月後の1955年6月である。
原題のStrategic Air Commandは、アメリカ空軍の組織である戦略航空軍団のことであり、味も素っ気もないタイトルなのだが、日本での配給会社がCommandを「命令」と誤訳してしまったことで、妙に味のある、忘れがたい邦題となった。
日比谷スカラ座（現在のTOHOシネマズスカラ座）の記念すべき第1回上映作品でもある。

## あらすじ
第二次世界大戦で優秀な爆撃機パイロットであったロバート・“ダッチ”・ホランド中佐は、戦後予備役に退いてプロ野球の選手となっていたが、ある日彼のもとに予備役召集の通知が来る。義務感と野球のキャリアを終わらせることとの葛藤に悩みつつ応召してアメリカ空軍に復帰した彼に与えられた任務は主力戦略爆撃機B-36の部隊の作戦将校であった。
厳しい訓練に明け暮れる中、ある日B-36に搭乗してチューレ空軍基地へ飛行中、燃料漏れを原因とする機内火災を起こしてしまう。クルー達が次々と脱出する中、ホランド中佐は何とかB-36をグリーンランドへ不時着させることに成功するが、右肩を負傷してしまった。しかし、上官のホークス将軍に気に入られたホランドは、大佐へ昇進した上で新型のジェット爆撃機B-47を装備した爆撃機部隊の副司令官に任命された。そんなホランドに、アメリカ本土から沖縄まで、B-47を無着陸飛行させる任務が命じられた。

## キャスト
※括弧内は日本語吹替（初回放送1968年11月25日 東京12チャンネル）
- ロバート・“ダッチ”・ホランド中佐：ジェームズ・ステュアート（浦野光）
- サリー・ホランド（ロバートの妻）：ジューン・アリスン（寺島信子）
- エニス・C・ホークス将軍[注釈 1]：フランク・ラブジョイ（中村正）
- ラスティ：ジェームズ・ミリカン（八奈見乗児）
- アイク：アレックス・ニコル（細井重之）
  - その他声の出演：明石一、松岡文雄、村松康雄、原田一夫、清川元夢

## トリビア
主演のジェームズ・ステュアートは第二次世界大戦中、実際に戦略爆撃機のパイロットだった。B-17の操縦教官を務めたほか、B-24爆撃中隊の隊長として20回に及ぶ爆撃ミッションをこなしている。撮影当時、彼はアメリカ空軍の予備役大佐であり、後日准将にまで昇進している。